# Peggy Noland
Peggy Noland (* 1982 oder 1983 in Independence (Missouri)) ist eine amerikanische Modedesignerin und Dozentin am Kansas City Art Institute.

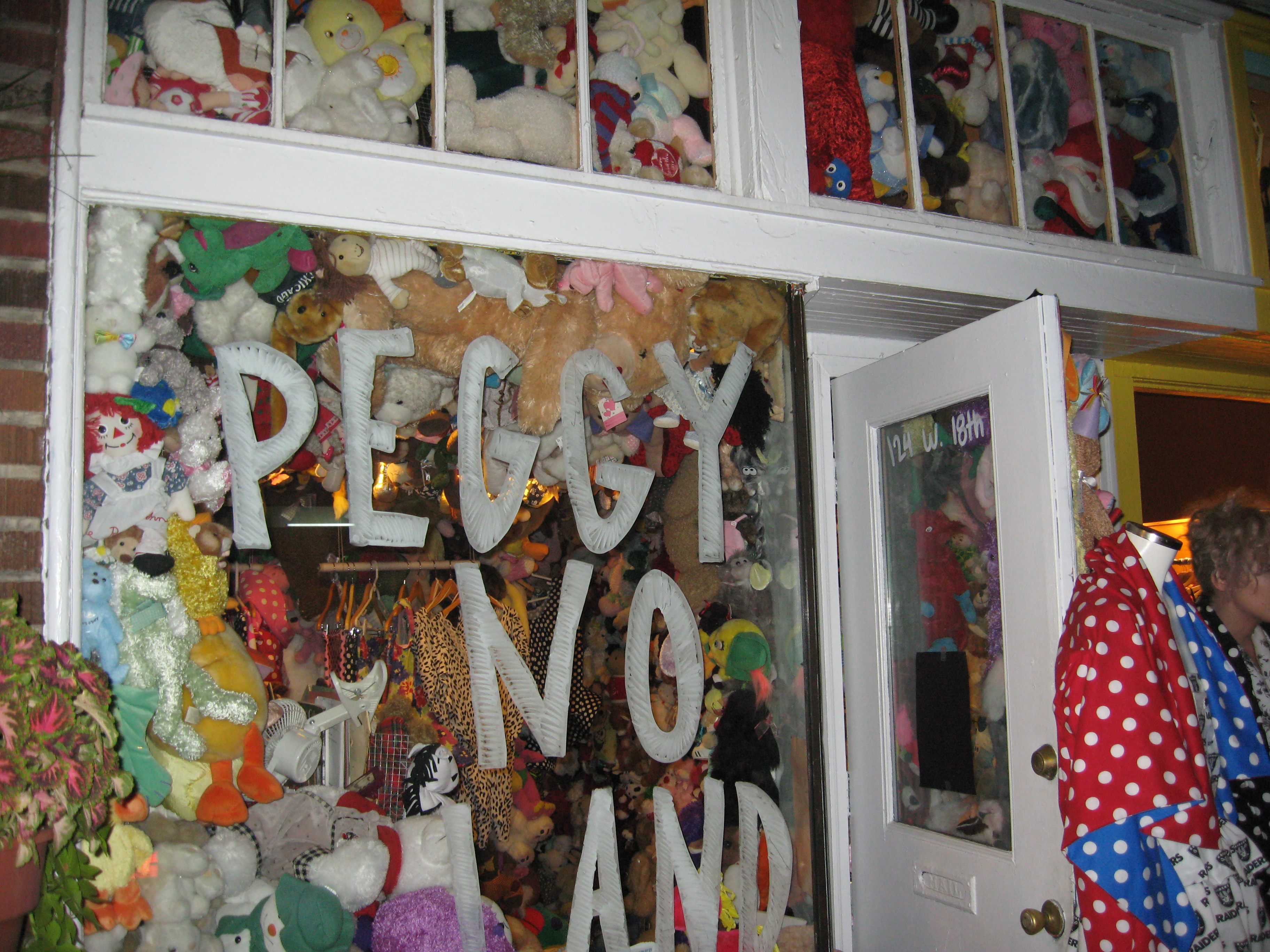
Peggy Noland Kansas City

Nach einem Studium der Religionswissenschaften in Kansas City arbeitete Noland zunächst als Produktionsleiterin für eine Bekleidungsfirma in Neu-Delhi. Nach ihrer Rückkehr eröffnete sie eine Boutique in Kansas City und zeitweilig in Berlin.
Nolands Arbeiten beruhen überwiegend auf hellen Farben, Mustern und Ganzkörperanzügen. Die Designs werden häufig für Künstler und Musiker entworfen, unter ihnen Cansei de Ser Sexy, Tilly and the Wall, Fischerspooner, Chicks on Speed und Alia Shawkat. Nolands Arbeiten erschienen in verschiedenen Mode- und Musikmagazinen, unter anderem WWD, Elle, Elle Japan, Dazed and Confused, Vogue, British Vogue, Nylon, Nylon Japan, Spin, Rolling Stone, und Missbehave,